# 清水町 (屏東市)

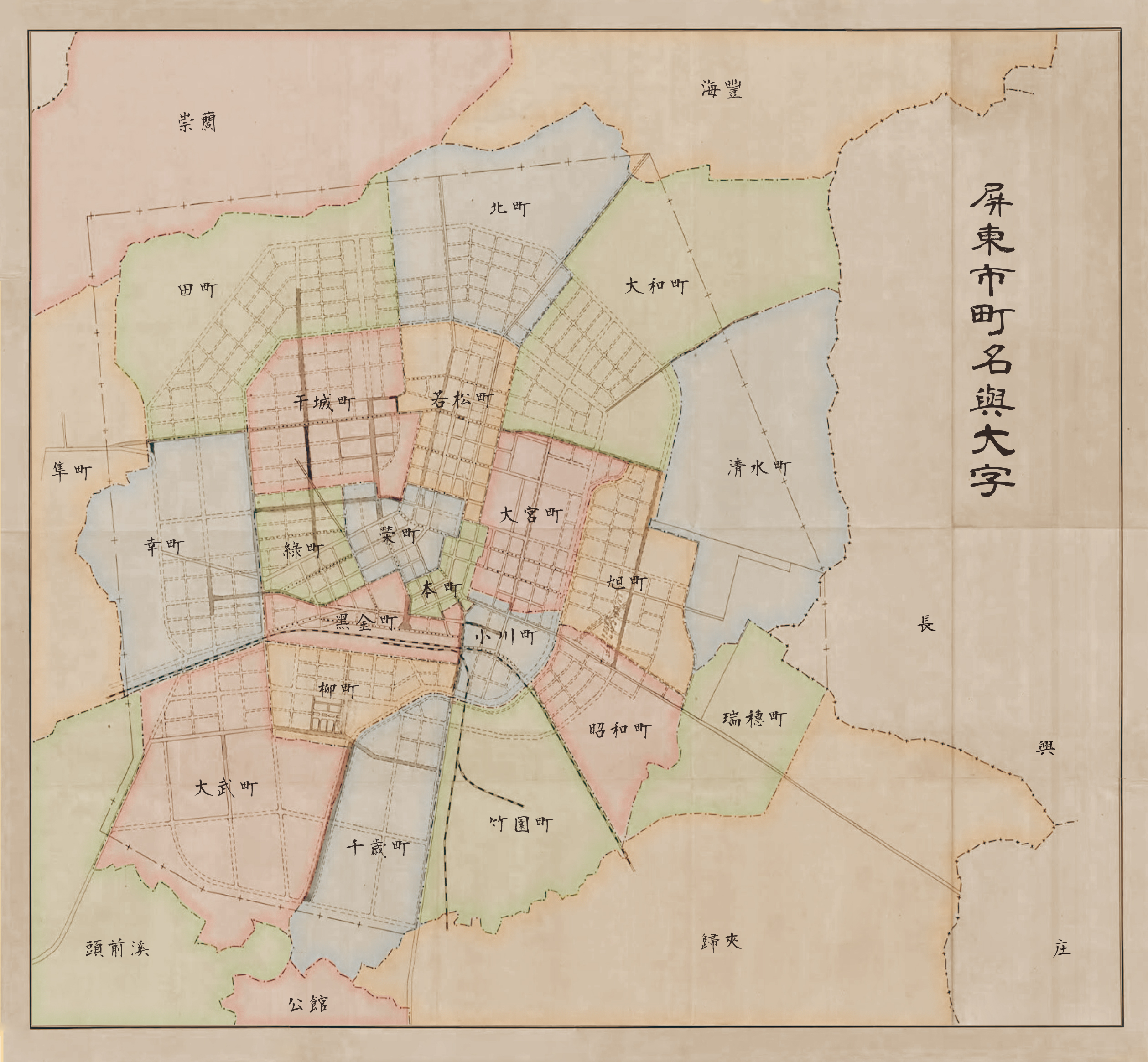
屏東市町名與大字

清水町為屏東市在台灣日治時期的一個行政區，於1939年4月1日設立，為屏東市的21個町之一，其範圍原屬長興長興和屏東市海豐。清水町大約是現今大連里、豐田里、豐源里東側和長春里東側。

## 町內設施
- 屏東水道水源地（今台灣自來水公司屏東營運所）